# Das zweite Leben (Raumschiff Enterprise – Das nächste Jahrhundert)
Das zweite Leben (Originaltitel: The Inner Light) ist eine Episode der US-amerikanischen Science-Fiction-Fernsehserie Raumschiff Enterprise – Das nächste Jahrhundert, zu deren fünfter Staffel sie gehört. Darin durchlebt Captain Picard unter dem Einfluss einer fremden Sonde einen jahrzehntelangen Zeitraum des Lebens auf einem Planeten, der durch eine Nova langsam unbewohnbar wird. Die Episode wurde im US-Fernsehen erstmals am 1. Juni 1992 ausgestrahlt, im deutschen Fernsehen erstmals am 9. Mai 1994, und gilt unter Kritikern als eine der besten der Serie. Sie wurde mit dem Science-Fiction-Preis Hugo ausgezeichnet.

## Handlung
Als die Enterprise einer unbekannten Sonde begegnet, lässt diese durch einen Strahl Captain Picard ohnmächtig werden. Er erwacht in einer dörflichen Gemeinschaft, wo man ihn als Kamin kennt, der mit seiner Frau Eline verheiratet ist. Zunächst weigert sich Picard alias Kamin, sein dortiges Leben zu akzeptieren, und stößt damit auf Verwunderung bei Eline und den anderen Dorfbewohnern. In der Form von Elines Halsumhänger, der dieselbe Form wie die Sonde hat, glaubt Kamin etwas Bekanntes zu erkennen.
Fünf Jahre später und sichtlich gealtert, hat sich Kamin damit abgefunden, sein Leben in dem Dorf zu akzeptieren, welches sich auf dem Planeten Kataan befindet, auf dem sich eine unerklärliche Dürre ausbreitet und verstärkt. Kamin widmet sich unter anderem dem Flötespielen und verspricht Eline die von ihr lange ersehnten eigenen Kinder. Als Riker den von der Sonde ausgehenden Strahl trennen lässt, droht Picard zu sterben, weshalb die Crew ihre Bemühungen zur Unterbrechung des Strahls abbricht. Im selben Moment droht der mittlerweile zweifache Vater Kamin zu sterben.
Nachdem viele Jahre in Kamins Leben vergangen sind – er ist inzwischen ein Greis –, findet seine Tochter Meribor bei Bodenuntersuchungen heraus, dass der Planet stirbt. Unterdessen hat La Forge die Flugbahn der Sonde zurückverfolgt und die Crew entdeckt, dass die Sonne des Sonnensystems von Kataan, von dem die Sonde ausging, bereits vor 1000 Jahren zur Supernova geworden ist und dabei den Planeten vernichtet hat. Als Kamin davon erfährt, dass der Verwalter des Dorfes schon seit langem davon weiß, dass der Planet wegen der zunehmenden Trockenheit dem Untergang geweiht ist, schlägt Kamin vor, eine Botschaft ins All zu schicken. Kurz darauf versetzt ihn der Tod seiner Frau in tiefe Trauer.
Jahre später und bei mittlerweile lebensgefährlich hoher Sonnenstrahlung lässt die Planetenbevölkerung eine Rakete ins All starten. Ein längst verstorbener Freund und seine Frau erscheinen plötzlich und erklären Kamin, dass es Kamin ist, den sie mit der Sonde in der Zukunft treffen wollten, um ihm die Geschichte des Dorfes und des Planeten zu vermitteln, ehe der Planet untergeht. Der nunmehr wiedererwachte Picard erfährt, dass seit seinem Sturz in die Ohnmacht nur weniger als eine halbe Stunde vergangen ist, und erhält aus der geborgenen Sonde die Flöte, mit der er bzw. Kamin einst auf Kataan spielte.

## Verbindungen zu anderen Star-Trek-Produktionen
Einige Elemente aus dieser Folge wurden in späteren Star-Trek-Produktionen wieder aufgegriffen:
- In Folge 6.19 (Der Feuersturm) von Raumschiff Enterprise – Das nächste Jahrhundert aus dem Jahr 1993 kommen Picards ressikanische Flöte und das Lied, das er in Das zweite Leben darauf spielt, noch einmal vor. Die Flöte ist außerdem in Folge 6.08 (Eine Handvoll Datas) von Raumschiff Enterprise – Das nächste Jahrhundert aus dem Jahr 1992, im Spielfilm Star Trek: Nemesis von 2002 und in Folge 3.01 (Die nächste Generation) von Star Trek: Picard aus dem Jahr 2023 zu sehen.
- Im Spielfilm Star Trek: Treffen der Generationen von 1994 wiederholt Picard gegenüber Riker die Worte „Lebe jetzt. Mach das Heute immer zum Wertvollsten, das du hast, denn das Heute kehrt niemals wieder“, die er in Das zweite Leben als Kamin an seine Tochter Meribor richtet.
- In Folge 4.19 (Strafzyklen) von Star Trek: Deep Space Nine aus dem Jahr 1996 erlebt mit Miles O’Brien ebenfalls eine Hauptfigur ein jahrelanges simuliertes Leben innerhalb weniger Minuten.
- Die Kataan-Sonde aus Das zweite Leben ist auch in zwei Folgen der animierten Serie Star Trek: Lower Decks aus den Jahren 2021 und 2023 sowie in Folge 3.06 (Die Bounty) von Star Trek: Picard aus dem Jahr 2023 zu sehen.

## Produktion

### Drehbuch
Bereits während der Produktion der vierten Staffel hatte Showrunner Michael Piller die Idee, dass Picard ein zweites Leben durchlaufen sollte. Zunächst konnte jedoch niemand aus dem Autorenstab eine gute Geschichte daraus entwickeln. Während der fünften Staffel wurde dann von Morgan Gendel eine Geschichte vorgeschlagen, in der eine Sonde Picard und Riker in ein interaktives Szenario versetzt. In Gendels ursprünglichem Entwurf sollten die beiden einen Krieg durchleben, der schließlich in einem nuklearen Holocaust endet. Die Geschichte wurde mehrfach umgeschrieben. Zunächst wurde Riker aus dem Szenario herausgenommen und das Szenario selbst wurde zur Aufzeichnung, die ein Volk hinterlassen hatte, das diesen Krieg durchlebt hatte und durch ihn vernichtet wurde. Der ursprünglich angedachte Handlungsstrang auf der Enterprise wurde auf Wunsch von Piller stark gekürzt, da er fand, der Fokus sollte ganz auf den Erlebnissen von Picard liegen. Grendels finaler Entwurf wurde noch einmal von Peter Allan Fields überarbeitet. Piller nahm zudem noch einige größere Änderungen an den Dialogen vor, erhielt dafür aber keine Nennung als Drehbuchautor in den Credits der Folge.
Der Originaltitel The Inner Light ist laut Grendel eine Anspielung auf das gleichnamige Lied der Beatles. Er hatte ursprünglich vor, alle von ihm geschriebenen Star-Trek-Folgen nach obskuren Beatles-Songs zu benennen. Dies scheiterte jedoch bereits bei seinem zweiten Drehbuch für Folge 6.18 (In der Hand von Terroristen), die er eigentlich Revolution nennen wollte. Da es aber schon eine Folge mit dem Titel Evolution (3.01 Die Macht der Naniten) gab, wurde der Name schließlich zu Starship Mine geändert. Bei den beiden Drehbüchern, die Grendel später noch für Star Trek: Deep Space Nine verfasste, verfolgte er seine Beatles-Idee nicht weiter.

### Darsteller
Die Hauptfigur Deanna Troi (Marina Sirtis) hat in dieser Folge keinen Auftritt.
Margot Rose, Darstellerin von Eline, spielte auch K'Par Rinn in Folge 4.19 (Strafzyklen) von Star Trek: Deep Space Nine.
Richard Riehle, Darsteller von Batai, spielte auch Seamus in zwei folgen von Star Trek: Raumschiff Voyager und Dr. Jeremy Lucas in zwei Folgen von Star Trek: Enterprise.
Scott Jaeck, Darsteller des Administrators, spielte auch Lieutenant Commander Cavit im Pilotfilm Der Fürsorger von Star Trek: Raumschiff Voyager.
Patrick Stewarts Sohn Daniel Stewart hatte in der Rolle von Kamins Sohn Batai einen Gastauftritt.

### Dreharbeiten
Die Dreharbeiten erfolgten hauptsächlich im Studio. Lediglich für Picards Wanderung wurden Außenaufnahmen im Bronson Canyon gedreht. Für die Szenen auf der Enterprise musste Patrick Stewart ausschließlich regungslos auf der Brücke liegen. Jonathan Frakes erlaubte sich einen Scherz während der Dreharbeiten. Er erwiderte: „Laßt ihn sterben, dann kann ich seinen Platz einnehmen“, als Gates McFadden gemäß Drehbuch erklärt, dass der Captain sterben könnte, wenn man die Verbindung zur Sonde trennt.

### Requisiten

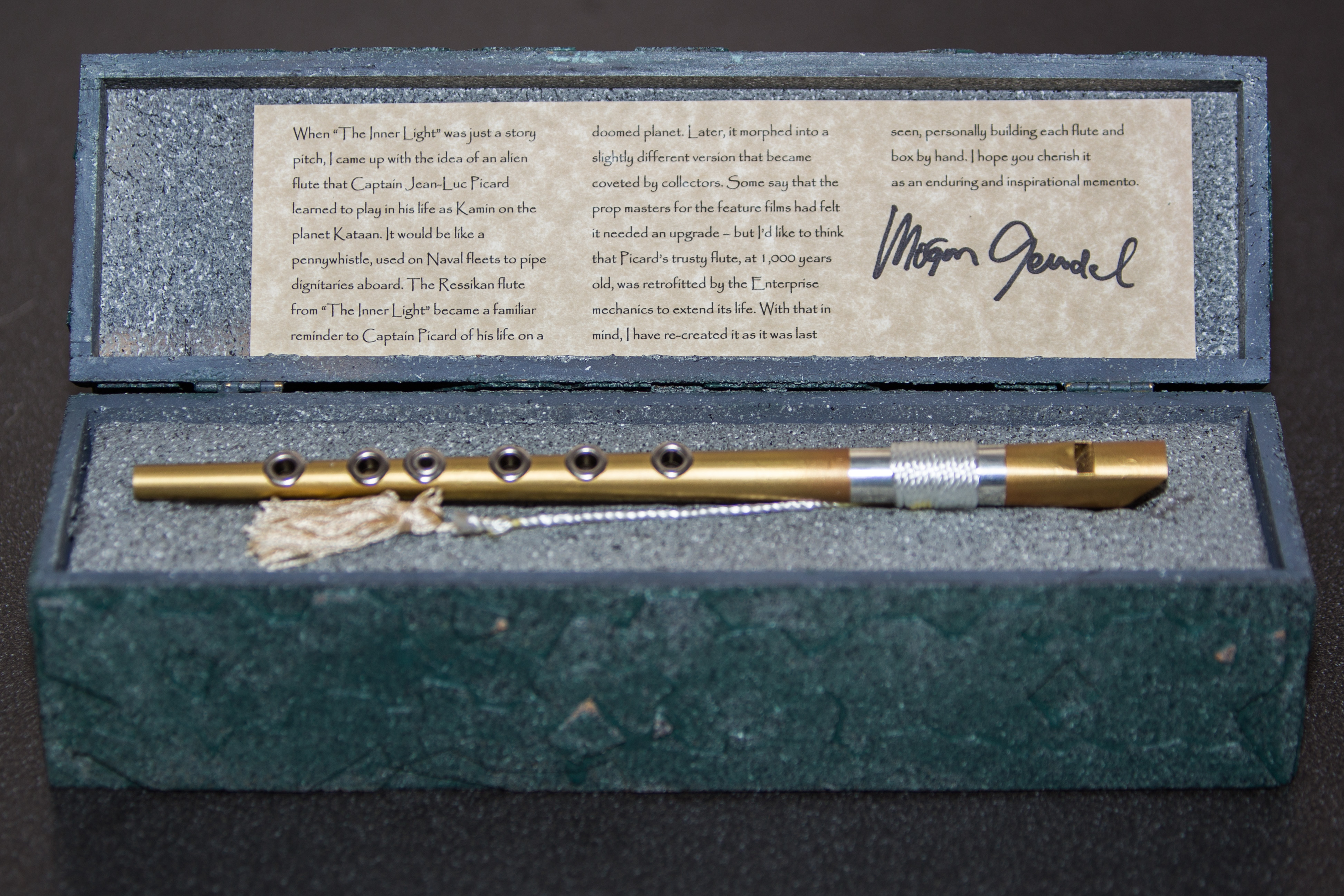
Replik der ressikanischen Flöte

Die Flötenmelodie The Inner Light wurde von Jay Chattaway komponiert und spielt eine zentrale Rolle in dieser Folge. Kamins ressikanische Flöte ist einer Tin Whistle nachempfunden. Es handelt sich jedoch nicht um ein funktionsfähiges Instrument und das eigentliche Flötenspiel wurde von dem professionellen Musiker Brice Martin eingespielt. Das Originalrequisit wurde mehrfach versteigert, zuerst 2006 im Rahmen einer Auktion bei Christie’s anlässlich des 40-jährigen Star-Trek-Jubiläums. Der ursprüngliche Schätzpreis betrug 300 Dollar, das Höchstgebot lag aber letztlich bei 40.000 Dollar. 2021 wurde diese Flöte zusammen mit ihrer ebenfalls als Requisit verwendeten Aufbewahrungsbox und einem Drehbuch von Das zweite Leben bei Prop Store für 237.000 Dollar versteigert. Ein Zweitexemplar der Flöte aus der Sammlung von Greg Jein wurde 2023 für 27.600 Dollar versteigert.
In Kamins Haus ist eine lebensgroße Replik eines Kykladenidols zu sehen. Dieses Requisit wurde später noch einmal in Folge 1.04 (Subraumspalten) von Star Trek: Raumschiff Voyager verwendet.

## Adaptionen
Unter dem Titel The Outer Light erschien ein 12-teiliger Comic, der die Episode adaptiert. Er wurde mitgeschrieben von Morgan Gendel, dem Drehbuchautor der Episode, und im Internet veröffentlicht.

## Rezeption
Die Episode wurde in der Kategorie Beste dramatische Darbietung 1993 mit dem Science-Fiction-Preis Hugo Award ausgezeichnet. Zudem wurde sie für das beste Make-up für einen Emmy Award nominiert.
Das US-Science-Fiction-Magazin Cinefantastique bewertete die Episode mit drei von vier Sternen. Es lobte das Make-up, die Leistungen der Nebendarsteller und des Szenenbildners, beanstandete aber unter anderem, dass die Implikationen von Picards Wiedererwachen nach dem Erleben von 50 Jahren eines anderen Lebens nicht erforscht werden.
Die Episode wurde mehrfach als eine der besten nicht nur der Serie, sondern des gesamten Star-Trek-Franchises bewertet. Mit 9,4 von 10 möglichen Punkten (Stand 2024) ist Das zweite Leben gemeinsam mit In fahlem Mondlicht von Star Trek: Deep Space Nine die in der Internet Movie Database am besten bewertete Folge aller Star-Trek-Serien.
Terry J. Erdmann und Paula M. Block listen Das zweite Leben in ihrem 2008 erschienenen Referenzwerk Star Trek 101 als eine der zehn wichtigsten Folgen der Serie Raumschiff Enterprise – Das nächste Jahrhundert auf.
Keith DeCandido bewertete Das zweite Leben 2012 auf tor.com als eine absolut herausragende Folge von Raumschiff Enterprise – Das nächste Jahrhundert und als eine der besten des gesamten Star-Trek-Franchises. Das zahlreiche Lob, mit dem sie überschüttet wurde, hatte sie seiner Meinung nach uneingeschränkt verdient. Seine eigene Bewertung konzentrierte sich auf den vergleichsweise wenig beachteten Aspekt der Bedeutung des Geschichtenerzählens. Für ihn bilden Geschichten das Fundament jeder zivilisierten Kultur und er fand es daher beeindruckend, dass die Kataaner nicht ihre Anstrengungen auf die Suche nach einer neuen Heimat richten, sondern den besten Weg zur Rettung ihrer Zivilisation darin sehen, jemanden zu finden, der ihre Geschichte weitererzählt. Als einzigen kleinen Kritikpunkt an der Folge führte er an, dass die Kataaner für ihn etwas zu menschlich wirkten.
Scott Thill bewertete Das zweite Leben 2012 auf wired.com als eine der besten Folgen von Raumschiff Enterprise – Das nächste Jahrhundert.
Charlie Jane Anders führte Das zweite Leben 2014 auf gizmodo.com in einer Liste der 100 besten bis dahin ausgestrahlten Star-Trek-Folgen auf Platz 8.
Ed Gross listete Das zweite Leben 2016 auf empireonline.com in einer Aufstellung der 50 besten bis dahin ausgestrahlten Star-Trek-Folgen auf Platz 10.
2016 wurde Das zweite Leben in einer Umfrage unter Fans auf einer Star-Trek-Convention in Las Vegas zur drittbesten Star-Trek-Folge gewählt.
Aaron Couch und Graeme McMillan	erstellten 2016 anlässlich des 50-jährigen Jubiläums von Star Trek in Zusammenarbeit mit verschiedenen Beteiligten aus dem Franchise für den Hollywood Reporter eine Liste der 100 besten bis dahin ausgestrahlten Folgen. Das zweite Leben wurde hierbei auf Platz 4 gewählt.
Aaron Couch und Graeme McMillan erstellten 2016 für den Hollywood Reporter eine Liste der 25 besten Folgen von Raumschiff Enterprise – Das nächste Jahrhundert. Das zweite Leben landete dabei auf Platz 2.
Nigel Mitchell führte Das zweite Leben 2017 auf thoughtco.com in einer Liste der zehn besten Folgen von Raumschiff Enterprise – Das nächste Jahrhundert auf Platz 2.
Eric Diaz erstellte 2017 für nerdist.com eine Liste der 11 besten Folgen von Raumschiff Enterprise – Das nächste Jahrhundert. Das zweite Leben landete dabei auf Platz 2.
Patrick Cooley führte Das zweite Leben 2017 auf cleveland.com in einer Liste der 25 besten bis dahin ausgestrahlten Star-Trek-Folgen auf Platz 3.
Sven Harvey zählte Das zweite Leben 2017 auf der Website Den of Geek als eine der 25 besten Folgen der Serie Raumschiff Enterprise – Das nächste Jahrhundert.
Joseph Walter führte Das zweite Leben 2019 auf screenrant.com in einer Liste der 10 besten Folgen von Raumschiff Enterprise – Das nächste Jahrhundert auf Platz 2.
Mike Bloom zählte Das zweite Leben 2019 auf der Website hollywoodreporter.com als eine der 25 besten Folgen von Raumschiff Enterprise – Das nächste Jahrhundert.
Sean Ferrick erstellte 2020 für die Website whatculture.com eine Liste der 25 besten Star-Trek-Folgen. Das zweite Leben führte er hier auf Platz 1.
Jeremy Lacey erstellte 2021 für cinemablend.com eine Liste der 20 besten Folgen von Raumschiff Enterprise – Das nächste Jahrhundert. Das zweite Leben landete dabei auf Platz 2.
Stephanie Roehler erstellte 2021 für screenrant.com eine Liste der 20 besten Folgen von Raumschiff Enterprise – Das nächste Jahrhundert. Das zweite Leben landete dabei auf Platz 2.
Anthony Vieira führte Das zweite Leben 2021 auf der Website collider.com in einer Liste der 25 besten Folgen von Raumschiff Enterprise – Das nächste Jahrhundert auf Platz 3.
Lauren Perry führte Das zweite Leben 2022 auf der Website movieweb.com in einer Liste der zehn besten Folgen von Raumschiff Enterprise – Das nächste Jahrhundert auf Platz 1.

## Parodien und Anspielungen
In Folge 8.10 (Alles vergessen) der Zeichentrickserie Family Guy aus dem Jahr 2010 wird Das zweite Leben erwähnt.
In der 2011 gedrehten Porno-Parodie Star Trek: The Next Generation – A XXX Parody ist Picard beim Flöte spielen zu sehen.